# 丸田昭三
丸田 昭三（まるた しょうぞう、1928年 - ）は日本の作曲家、音楽理論家。
東京芸術大学で石桁真礼生に師事。1958年 - 1960年にミュンヘン音楽大学でハラルド・ゲンツマーに学ぶ。作曲グループ「環」の会員。作品はピアノのための「ソナチネ」、代表作である弦楽四重奏のための「イントロダクションとパッサカリア」があり、いわゆる芸大和声の教科書の執筆陣の一人でもある。
1955年、第24回日本音楽コンクール作曲部門（第1部（管弦楽曲））3位入賞。

## 収録作品
- 桐朋学園子供のための音楽教室『こどものための現代ピアノ曲集 1（世界音楽全集）』 春秋社、1967年3月31日。ISBN 978-4393914311

作曲「ソナチネ 1.アレグロ・モデラート」収録。

## 著書
共著
- 石桁真礼生、末吉保雄、丸田昭三、飯田隆、金光威和雄、飯沼信義『楽典―理論と実習』音楽之友社、1998年12月10日。[3]